# اچ‌ام‌اس بارفلر (۱۷۶۸)
اچ‌ام‌اس بارفلر (۱۷۶۸) (به انگلیسی: HMS Barfleur (1768)) یک کشتی بود که طول آن ۱۷۷ فوت ۶ اینچ (۵۴٫۱۰ متر) بود. این کشتی در سال ۱۷۶۸ ساخته شد.